# Derek Porter
Derek Porter (2 novembre 1967) è un ex canottiere canadese.

## Palmarès

### Olimpiadi
- 2 medaglie:
  - 1 oro (Barcellona 1992 nell'otto)
  - 1 argento (Atlanta 1996 nel singolo)

### Mondiali
- 4 medaglie:
  - 1 oro (Račice 1993 nel singolo)
  - 2 argenti (Tasmania 1990 nell'otto; Vienna 1991 nell'otto)
  - 1 bronzo (St. Catharines 1999 nel singolo)